# Párizs környéki békeszerződések

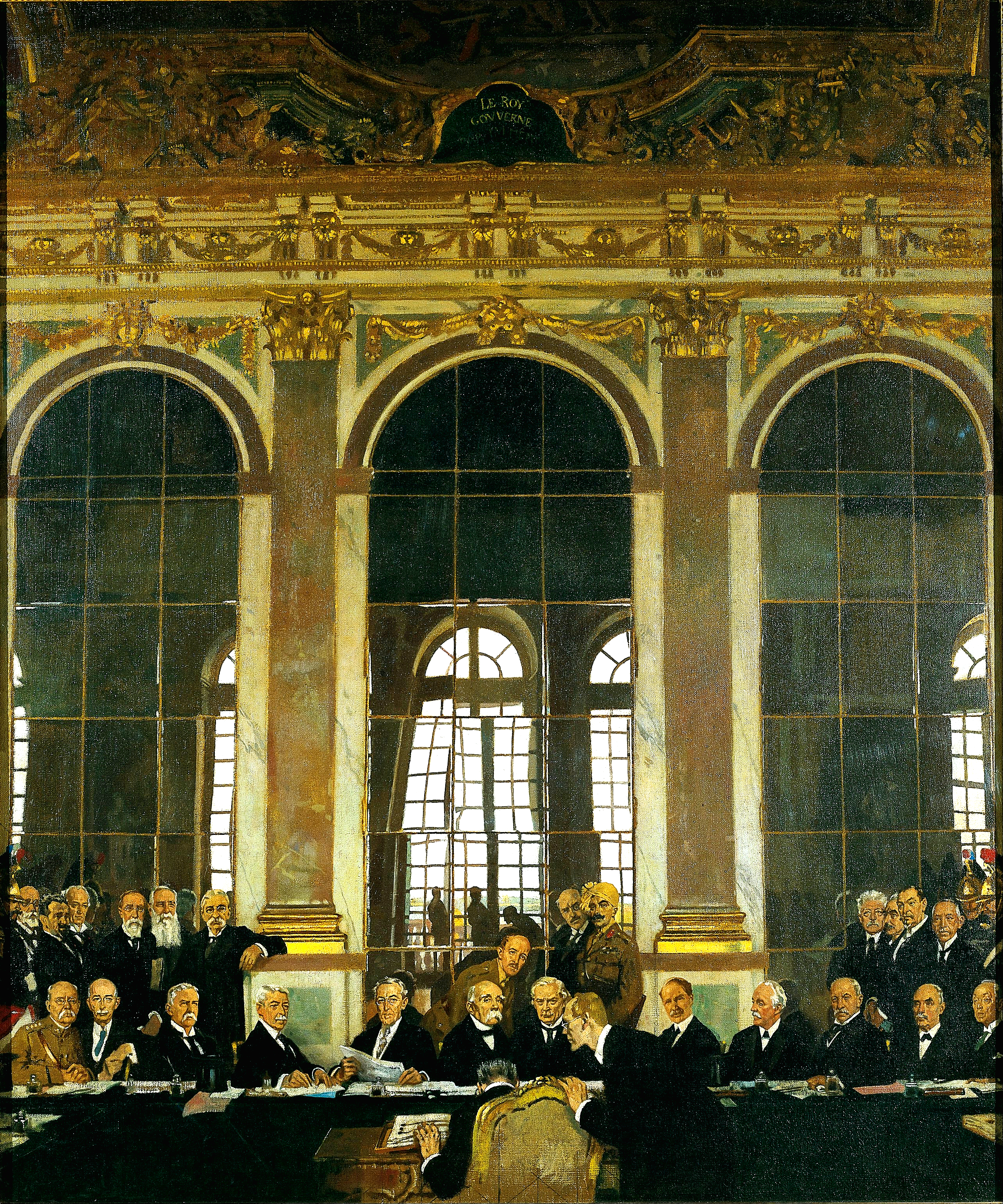
William Orpen: A párizsi békeszerződés aláírása a Tükörgalériában, Versailles, 1919. junius 28.

Az 1919-es Párizs környéki békeszerződések alakították ki az első világháborút lezáró kényszer-békerendet, amely jogilag rögzítette az antant győzelmét a központi hatalmak felett, és amellyel létrejött a háborút követő új világrend, amely azonban nem bizonyult tartósnak, és kevesebb, mint 20 év alatt összeomlott. Az előkészítő politikai tanácskozásokra és szakmai megbeszélésekre nem hívták meg sem a központi hatalmak (illetve azok utódállamai), sem az orosz polgárháborút megnyerő bolsevikok képviselőit.

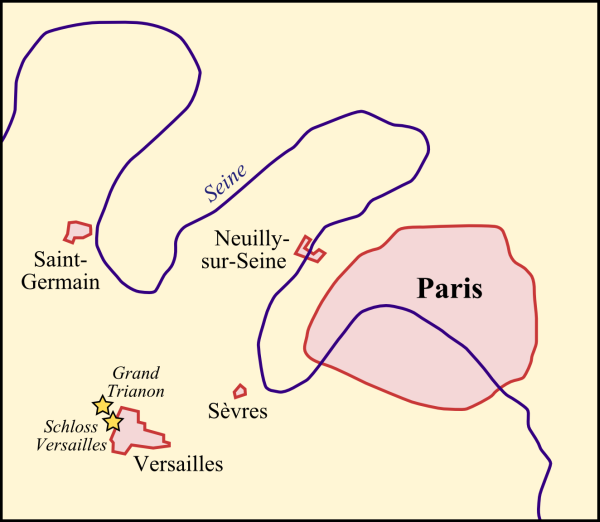
A békeszerződések aláírásának helyszínei

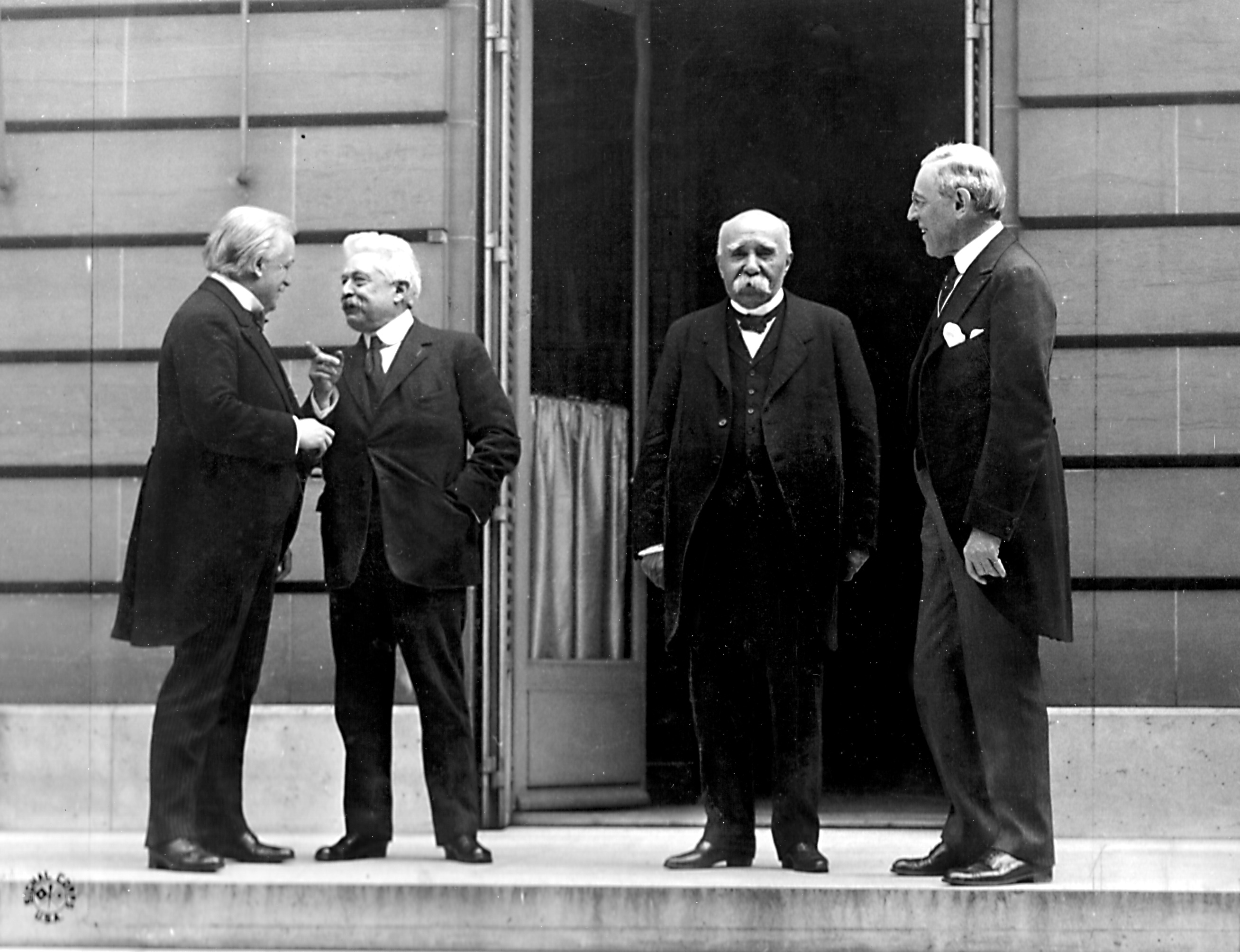
Balról jobbra: David Lloyd George, Vittorio Emanuele Orlando, Georges Clemenceau, Thomas Woodrow Wilson

A tárgyalások során a következő szerződéseket kötötték meg:
- versailles-i békeszerződés Németországgal,
- saint-germaini békeszerződés Ausztriával,
- neuillyi békeszerződés Bulgáriával,
- trianoni békeszerződés Magyarországgal,
- sèvres-i békeszerződés az Oszmán Birodalommal (ezt 1923-ban felváltotta a lausanne-i békeszerződés: Törökország ezzel területi revíziót ért el).

A fenti szerződésekhez szorosan kapcsolódik még a Fejszál–Weizmann-egyezmény Palesztina és a Közel-Kelet háború utáni sorsáról. A csendes-óceáni térség helyzetét a washingtoni békeszerződés rendezte, amelyet a Párizs környéki békeszerződésekkel együtt szokás Versailles-washingtoni békerendszer néven emlegetni.
A szerződéseken a négy nagy politikus: (Georges Clemenceau francia, David Lloyd George brit, Vittorio Orlando olasz miniszterelnökök és Thomas Woodrow Wilson amerikai elnök) akarata érvényesült (legkevésbé az olasz miniszterelnöké). Az ötödik győztes nagyhatalmat, Japánt nem érdekelték az európai ügyek. A kisebb győzteseket kevésbé vonták be a döntéshozatalba, de követeléseiket figyelembe vették. A legyőzötteknek, bár képviselőiket meghívták, nem volt befolyásuk a tárgyalások menetére.
A tárgyalások során került elfogadásra a Népszövetség alapító okirata is.
A békeszerződések után nem sokkal Ferdinand Foch azt nyilatkozta: „Ez nem béke, csak fegyverszünet 20 évre.”

## Népszavazással eldöntött területi viták
A versailles-i békerendszer által szabályozott számtalan neuralgikus területi kérdésből csupán néhányat oldottak meg népszavazással, ezek is szinte kivétel nélkül Nyugat-Európa területére estek. Különös, de jellemző, hogy e népszavazásokon számos alkalommal szavazott az elcsatolni kívánt kisebbség saját „anyanemzete” ellen, ilyen esetekben fenntartva a korábbi status quót, így a Radkersburg-környéki szlovének a Szerb–Horvát–Szlovén Királyság ellen Ausztria javára, illetve az akkor még majdnem felerészben német Sopron város és környéke túlnyomó részben Ausztria ellen Magyarország javára.
A magyar kormányzat mindkét világháború után több terület esetében kezdeményezett népszavazást, e javaslatok az osztrák-magyar határ 1922-es kijelölését illető két kivételtől eltekintve nem találtak meghallgatásra, ez esetben is csak azért, mert az osztrák fél is vesztes hadviselőnek számított.
- Schleswig-Holstein északi része 1920. II. 10. Németország/Dánia, döntés Dánia javára
- Schleswig-Holstein déli része 1920. III. 14. Németország/Dánia, döntés Németország javára (a tartományt kettéosztó határ máig változatlan)
- Mazúria 1920. VII. 11. Németország/Lengyelország, döntés Németország javára (a második világháború után a német lakosságot kitelepítették, a területet Lengyelországhoz csatolták)
- Eupen-Malmedy 1920. IX. 20. Németország/Belgium, döntés Belgium javára (Eupen még ma is német többségű, ma Vallóniában a „région germanophone” székhelye)
- Dél-Karintia (Klagenfurt és környéke) 1920. X. 10. Ausztria/Szerb–Horvát–Szlovén Királyság. A déli, szlovén többségű „Zone A” eredménye 22 025 (59%) Ausztria javára és 15 279 (41%) Szlovénia javára, az északi, csekély szlovén kisebbségű „Zone B”-ben a népszavazást már meg sem rendezték, Ausztria birtokában maradt.
- Felső-Szilézia keleti része (Ost-Oberschlesien) 1921. V. 21. Németország/Lengyelország, döntés Lengyelország javára
- Felső-Szilézia nyugati része (West-Oberschlesien) 1921. V. 21. Németország/Lengyelország, döntés Németország javára (a terület ma Lengyelországhoz tartozik)
- Sopron és nyolc környéki község (német többség) 1921. XII. 14. Ausztria/Magyarország, 64%-os döntés Magyarország javára (Lásd még: Soproni népszavazás.)
- Wilnói régió (ma Vilnius 1922, Litvánia/Lengyelország, döntés Lengyelország javára
- Szentpéterfai körzet (10, zömmel horvát ajkú község) Ausztria/Magyarország, 1923, döntés Magyarország javára
- Saar-vidék 1935, Franciaország/Németország (1920-1935 autonóm népszövetségi mandátum) döntés Németország javára